# Jacoba van Heemskerck
Jacoba Berendina van Heemskerck van Beest (Den Haag, 4 januari 1876 – Domburg, 3 augustus 1923) was een Nederlands kunstschilder, glaskunstenaar, graficus en tekenaar. Ze schilderde onder meer bomen, havengezichten, landschappen en stillevens.

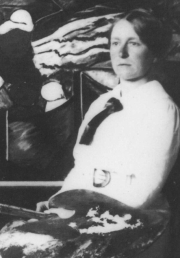
Jacoba van Heemskerck omstreeks 1900

## Jeugd en opleiding
Van Heemskerck was lid van de familie Van Heemskerck en een dochter van jonkheer Jacob Eduard van Heemskerck van Beest en Geertruida Berendina de Feyfer. Ze was de jongste van zes kinderen. Haar vader was officier bij de Koninklijke Marine, die bovendien schilderde: hij maakte zeegezichten, landschappen en stadsgezichten. Van haar vader leerde Van Heemskerck de eerste beginselen van het schilderen. Van Heemskerck kreeg les van W. Hamel en twee jaar van J.H.Ph. Wortman. Daarna studeerde ze aan de Koninklijke Academie van Beeldende Kunsten in Den Haag (1897-1901). Tot 1904 kreeg ze in Laren les van Ferdinand Hart Nibbrig. In Parijs volgde ze nog een half jaar lessen in het atelier van Eugène Carrière; hier kwam ze in aanraking met de moderne kunst. Weer in Nederland woonde ze met haar zus Lucie in Den Haag, waar ze de verzamelaarster ontmoette van moderne kunst, Marie Tak van Poortvliet. Vanaf 1906 ging Van Heemskerck elke zomer naar Domburg; daar kwam ze in contact met Nederlandse avant garde-kunstenaars als Jan Toorop en Piet Mondriaan; van beide mannen kreeg ze adviezen.

## Leven en werk
In 1912 bouwde Marie Tak van Poortvliet een atelier voor Jacoba in de tuin van haar huis te Domburg. Tak van Poortvliet was geïnteresseerd in haar werk en kocht het ook, als een van de weinigen in Nederland. Tak van Poortvliet zou haar levenslange vriendin worden. In een brief van 1927 aan kunstcriticus Albert C.A. Plasschaert schreef Jacoba: "S' winters woon ik in den Haag. Nassau Zuilensteinstraat no. 35. In de zomer ben ik altijd tot october buiten om te werken bij mijne vriendin mej: Tak van poortvliet, die hier [in Domburg] villa Loverendale heeft laten bouwen."
Van Heemskerck schilderde landschappen, tekende en maakte veel grafisch werk. Vanaf 1910 nam ze aan verschillende exposities deel. Aanvankelijk inspireerde de luministische schilderijen van Jan Toorop haar sterk, maar rond 1912 raakte ze korte tijd gefascineerd door het kubisme. Enkele kubistische schilderijen toonde zij toen ook op de zomertentoonstelling in Domburg, waar Het Domburgsch Badnieuws over haar werken schreef:
 'Ook Jonkvr. van Heemskerck van Beest heeft in 't cubisme de richting gezien waarin zij zich thans bij voorkeur kan uiten. Den vorm is haar reeds zoo eigen dat zij hem zonder veel moeite hanteert en met haar ijver en goeden wil zal zij ook de juiste kleur wel meester weten te worden.' 
Later, in de jaren 1916-1917, ontwikkelde haar werk zich steeds sterker in de richting van het expressionisme en trachtte zij er vooral een spirituele kracht in tot uitdrukking te brengen. Dat was ook de tijd dat ze zich aangetrokken voelde tot de antroposofie van Rudolf Steiner èn werd gegrepen door de Duitse expressionistische beweging Der Sturm. De musicus, dichter en kunstcriticus Herwarth Walden was oprichter en grote leider hiervan.

### Der Sturm
In september 1913 nam Van Heemskerck al deel aan de tentoonstelling Erster Deutscher Herbstsalon in Berlijn, waaraan kunstenaars uit 12 landen deelnamen; deze was georganiseerd door Walden. Het is vooralsnog onduidelijk hoe het voor Van Heemskerck zo belangrijke contact met Walden tot stand is gekomen. Feit is dat al in de zomer van 1914 Walden met zijn vrouw Nell enige tijd logeerden ten huize van Van Heemskercks vriendin Marie Tak in Domburg, waar Van Heemskerck ook haar zomertijd doorbracht. Er ontstond een vriendschap en vanaf 1914 een uitgebreide correspondentie tussen Walden en Van Heemskerck, die uniek is binnen de Nederlandse kunstgeschiedenis. Het contact met Walden en 'zijn' Sturm zou van grote invloed zijn op van Heemskerck. De beeldtaal van haar werk veranderde al gauw; ze wilde vanaf toen vooral haar innerlijke wereld tot uitdrukking te brengen en kwam daarbij steeds meer tot vormen van abstractie. Bronnen van invloed waren kunstenaars als Wassily Kandinsky en Franz Marc. Walden schreef over haar werk in het kunsttijdschrift 'Der Sturm' en in zijn boeken, en organiseerde exposities van haar werk in en buiten Duitsland. Hierdoor raakte het werk van Van Heemskerck bekend; met name in Duitsland werd haar kunst gewaardeerd en vond ze haar kopers. In Nederland was men minder enthousiast; sommigen vonden haar werk te gekunsteld.

### Antroposofie
Een tweede belangrijke inspiratie voor Van Heemskerck was het gedachtegoed van de antroposofie. Deze invloed spreekt duidelijk uit haar brief aan Walden in 1916, waarin ze hem enthousiast vertelde dat de lokale Antroposofische Vereniging haar verzocht een lezing te willen houden over de rol van de moderne kunst. Ze vertelde hem dat ze op de bewuste avond teksten wilde voorlezen uit Kandinsky's werk Das Geistige in der Kunst, maar ze vroeg Walden toch ook om zijn suggesties, wat zij als belangrijke inhoud naar voren moest brengen, daar ze het lang niet altijd eens was met Kandinsky en  '..wij toch ook geheel andere inzichten hebben.' . Deze brief schetst ook haar verhouding tot Walden; zij gaf zich in die jaren geheel over aan zijn inzichten, zijn Sturm-organisatie en aan de idealen van zijn Duitsland, dat strijd voerde tegen de rest van West-Europa in W.O. 1.. Bovendien liet zij de verkoop van al haar werk exclusief over aan Walden, wat Van Heemskerck in Nederland in een geïsoleerde positie zou brengen. Wellicht ook riep haar Duitse Sturm-succes onder de kunstenaars hier de nodige jaloezie op, volgens Van Heemskerck. Al in juni 1914 nam zij bewust afstand van tentoonstellingen in Amsterdam en in Domburg en hield zichzelf bewust weg van de Nederlandse kunstbroeders en enkele -zusters, omdat zij haar kunst niet samen wilde tentoonstellen, vanwege de grote verschillen ertussen.

### Marie Tak van Poortvliet
Van Heemskercks relatie met Marie Tak van Poortvliet was van grote betekenis voor de latere fase in haar leven; Marie was haar mecenas, promotor, inspirator, vriendin en in de laatste jaren haar levensgezellin. 's Zomers in Domburg leefden ze bij elkaar; ook in Den Haag in de wintermaanden woonden ze weliswaar apart, maar vrij dichtbij elkaar. Beide vrouwen hadden veel affiniteit met de moderne schilderskunst en met het gedachtegoed van de antroposofie. Marie was ook actief als publiciste, zowel over het werk van haar vriendin, als over de gehele antroposofische stroming in Nederland. In haar kunstcollectie (c. 1920 al 150 werken) waren o.a. werken te vinden van Mondriaan, Emil Filla, Kandinsky, Fernand Léger, Franz Marc en Feininger. Ook Marie correspondeerde met Walden, vaak met meer praktische redenen zoals het regelen van een publicatie over de werken van Van Heemskerck in november 1917.

### Het werk

#### schilderen
Al vanaf 1906 ontwikkelde Van Heemskerck haar gevoel voor sterke kleurcontrasten, in haar bloemstillevens en ook landschappen, waarin de vrije schilderwijze opvalt. Haar schilderijen geven vaak de indruk dat ze vanuit één impuls zijn gemaakt, maar het omgekeerde is waar. In 1914 beschreef Van Heemskerck in een brief aan Walden hoe zij met grote schilderijen bezig was die haar vooraf veel denkwerk vroegen, en waar ze ook eerst schetsen voor moest maken. Vaak ook was ze ontevreden over haar eigen werk, wanneer het af was.
Bij al haar schilderijen heeft ze de verf er met korte toetsen van de kwast dun opgebracht; zelfs zo dun, dat gedeeltes van de ondergrond gewoon zichtbaar bleven. Een vergelijkbare korte toets, die bij haar in diagonale strepen in partijen tegen elkaar werden geplaatst, is ook terug te vinden in het werk van Kandinsky en Jawlensky. Bij Van Heemskerck worden zo echter de lijnbuigingen opgebouwd, die in haar werk zo fundamenteel belangrijk zijn. De antroposofische psychiater Willem Zeylmans zag juist in die 'buigingen' het kenmerkende van haar werk, en schreef in 1917: '..en in die lijnbuigingen liggen eindeloze mogelijkheden voor de hand, om tot in de geringste nuances geestelijke gebeurtenissen uit te beelden' .
Naast haar schilderijen maakte ze ook veel houtsnedes en pentekeningen. Eind 1914 en 1915 begon ze in een schilder-ritme te werken dat werd bepaald door de cadans van de jaarlijkse Sturm-exposities in Duitsland. Ze had bovendien verschillende solo-tentoonstellingen, door Walden voor haar georganiseerd in Duitsland.

#### glasramen
In 1914 ontstonden al haar eerste plannen voor het maken van beschilderde glasramen (glas in lood), een techniek waarin vooral de mogelijke transparantie van de kleuren haar erg aansprak. Letterlijk schreef ze Walden toen al: 'Wenn man die Farben leuchtend geistlich haben will..' , om te concluderen dat olieverf in de toekomst voor haar niet meer hierin zou kunnen voldoen. Het zou nog enkele jaren duren voordat ze haar eerste glasraam werkelijk realiseerde, deels omdat ze nog geen enkele ervaring en kennis had, en doordat de kleuren in glas een heel specifieke behandelwijze vroegen. Walden werd overigens niet erg enthousiast over haar plan. In 1917 pakte ze toch haar idee weer op en kondigde hem gedecideerd aan dat ze voor de jaarlijkse Sturm-expositie van 1918 ontwerpen in zou sturen van later te maken glasramen. Zo hoopte ze moderne architecten warm te krijgen voor het realiseren van haar plannen.
In de laatste vijf jaren van haar leven besteedde Van Heemskerck de meeste aandacht aan het zo transparant mogelijk maken van haar kleuren, door middel van glas. Marie Tak berichtte dat zij rond 1919 zelf een kleine oven kocht en zo in korte tijd de techniek van het brandschilderen onder de knie kreeg. In haar eerste opdrachten voerde ze zelf enkele kleine ramen uit voor enkele huizen in Domburg. Voor het maken van haar glas-ontwerpen gebruikte ze de aquarel-techniek, waardoor ze al een heel goed beeld bereikte van wat het effect moest zijn van de later te maken glas-in-loodwerken. Het karakter van deze glas-ontwerpen onderscheidde zich sterk van haar schilderijen en prenten; ze doen sterk denken aan de stijl van de jugendstil door de kleurige arabesken waarin de contour-lijnen heel speels door haar werden neergezet. Door het contact met de jongere architect Jan Buijs, die heel enthousiast was over haar werk, volgden er vanaf 1919 diverse glas-opdrachten voor villa's en andere gebouwen, waarmee Van Heemskerck intensief bezig was met het uitzoeken van een zinvolle relatie tussen het architectuurontwerp en haar glas-ramen. Zij schreef hem:
 '..Nu heb ik al gedacht het enorme kleureffect dat het [glas]raam zal maken en dat zal zeker machtig werken, moet gedragen worden door sterke kleuren - de hal - anders staat het te veel alleen; zou de trap b.v. in de verf een sterkere kleur kunnen krijgen en niet eikenhout.. ..en wat komt er beneden in de hal op de vloer, zou daar een grooter of meerdere kleurige tapijtjes kunnen komen, alles om door prachtige combinaties een geheel te krijgen..' 
In 1920 ontstond er een lichte verwijdering met Walden, omdat deze zich had aangesloten bij de communistische partij in Duitsland, maar ook doordat Van Heemskerck brak met de gegroeide ongeschreven regel tussen hen beiden om haar werken exclusief via Der Sturm tentoon te stellen. Zij zocht ook daarin nieuwe wegen; in de zomer van 1920 nam ze voor het eerst sinds jaren weer deel aan de jaarlijkse kunst-expositie in Domburg en in de herfst van dat jaar exposeerde ze geschilderd gebrand glas' bij de Haagse Kunstkring. In 1921 maakte ze in opdracht ontwerpen voor de ramen van de marinekazerne in Amsterdam en in 1922 voor het GG&GD-gebouw, eveneens in Amsterdam.
Dezelfde esthetische opvattingen achter haar glas-in-loodramen brachten haar ertoe om ook een aantal grote glasmozaïeken te maken voor specifieke ruimtes, die verzonken waren in een muur. Door zowel elk glassteentje in vorm als in kleur te variëren bereikte ze door de gevarieerde weerkaatsingen van het gekleurde licht een toverachtig effect in de ruimte.

#### poppenspel
In de lente van 1917 werkte Van Heemskerck aan haar idee om een poppenspel te maken. Ze was als eerste aanzet begonnen met een legende van Wodan, die een bevriende schrijver voor haar had omgewerkt. Het decor en de kast liet ze maken, al het overige werd door haar zelf gedaan: het schilderen van de decors, het ontwerpen van de poppen. Het geheel moest een moderne uitstraling krijgen door uitsluitend lijnen en kleuren te gebruiken. Ook zou er muziek bij horen, zang en declamatie. Het moest een Tableau vivant worden, waardoor het publiek zich goed kon inleven; het kreeg slechts visuele indrukken aangereikt en kon zo zelfstandig alles op een eigen manier beleven. De poppen en ook het bos-decor zag ze vooral ontworpen in lijnen, waarbij alles zo weinig mogelijk aan voorwerpen of aan de zichtbare werkelijkheid moest doen denken. Aan Walden vroeg ze in brieven of hij dacht dat het mogelijk zou zijn om personen te laten vertegenwoordigen door slechts kleur en lijn; want ze wilde het geheel zo kosmisch mogelijk laten zijn en daarom niet terugvallen op de bekende schilderijen van bomen, mensen en huizen.
Al in 1918 had Van Heemskerck last van hartklachten en moest ze van de dokter rust nemen op het land, zonder zich veel in te spannen. Ze overleed vrij onverwachts op 47-jarige leeftijd aan angina pectoris en werd op 7 augustus 1923 gecremeerd op Westerveld te Velsen. Op 12 november 1924 werd haar urn bijgezet in een monument op Westerveld. Na haar dood organiseerde Walden in 1924 een tentoonstelling over haar werk in Berlijn. Marie Tak van Poortvliet verzorgde een overzichtstentoonstelling in Nederland.

## Schilderstijl
De werken van Van Heemskerck worden veelal gerekend tot het expressionisme. Aan de andere kant wordt ze ook de "vrouwelijke Mondriaan" genoemd en zo in de abstracte hoek van de kunst geplaatst. De artistieke ontwikkeling van Van Heemskerck is dan ook goed vergelijkbaar met die van Mondriaan. Beide kunstenaars werden immers rond 1910 aangeraakt door moderne stromingen; eerst het luminisme en vervolgens het kubisme. Ze werkten beiden ook in Domburg c. 1909-11 samen, en meer dan eens werd hetzelfde onderwerp of landschap door hen beide afgebeeld. Allebei werden ze in hun kunst ook sterk geïnspireerd door de antroposofie van Rudolf Steiner. Dit leidde bij hen tot een beeldtaal waarin het gebruik van sterke contrasten belangrijk was: felle tegenover doffe kleuren, lijnen tegenover vlakken, horizontalen tegenover verticalen. Waar Mondriaan zich echter ontwikkelde tot een strakke geometrie liet Van Heemskerck zich - mede door de antroposofie - inspireren tot een open, losse en intuïtieve kunstvorm, zoals ze zelf herhaaldelijk later ook schreef, wanneer ze de 'geometrische' mannen van De Stijl in haar brieven aan Walden bekritiseerde. Haar leven lang zou ze (net als Kandinsky) zoeken naar de expressie van een innerlijke wereld. De terugkerende onderwerpen in haar oeuvre waren dan ook altijd symbolisch van aard: zeilschepen, bruggen en bomen - in heldere, levendige kleuren en met ferme contouren neergezet. In haar latere jaren werd haar werk steeds abstracter; vormen uit de werkelijkheid zijn dan nauwelijks meer te herkennen.
Van Heemskerck nam zelf in klare taal afstand van de De Stijl-kunstenaars Mondriaan en Van Doesburg. Beiden werden door haar in het Duits omschreven als 'Hellseher' (helderzienden), die in haar ogen gevaarlijk zijn voor de Kunst. In 1915 schreef ze Walden: 'ik heb weer eens met enkele kunstenaars gesproken, maar de modernen [in Nederland] schrijven meer dan ze schilderen. Wanneer men zo over Kunst schrijft en altijd met zo'n vast plan vooraf wil schilderen, dan verliest men volledig de diepe, heerlijke en spontane kunst.'  Toen in 1916 Walden het idee lanceerde van een 'SturmKunstschule' viel Van Heemskerck hem enthousiast bij; ze zag direct als hoogste doel van deze school om tot individuen te komen die werkelijk 'van binnenuit' kunst zouden scheppen. Jacoba heeft zelf nog meegeholpen een afdeling ervan in Nederland op te richten, waar echter weinig over bekend is.

## Galerij van haar werken (selectie)

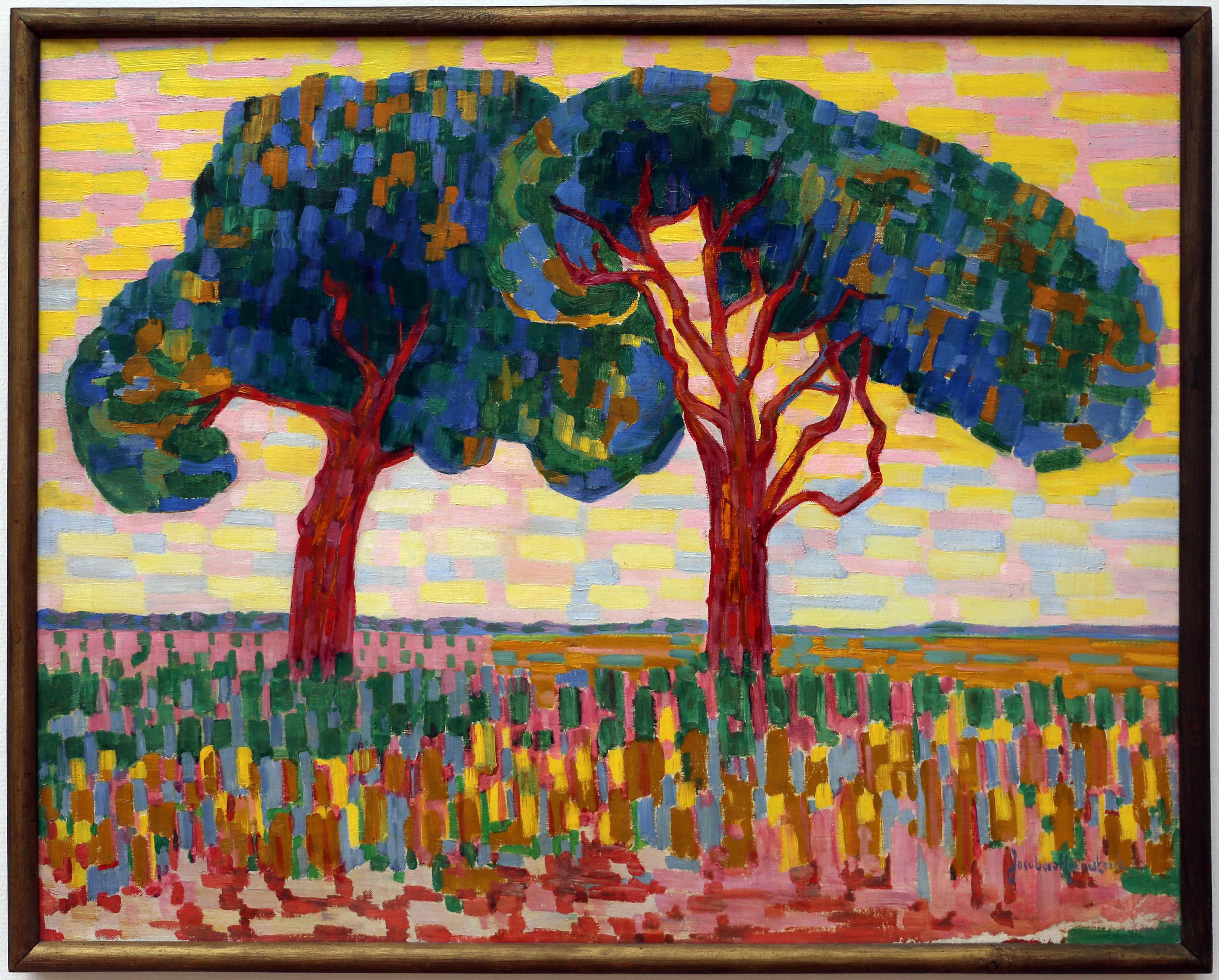
Twee Bomen, 1908-10, Kunstmuseum Den Haag
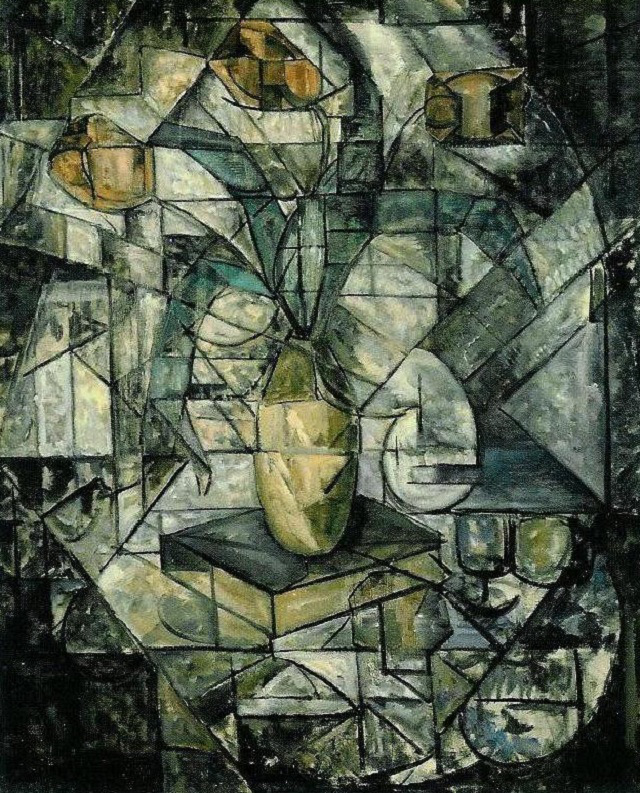
Compositie Opus 1, 1913, Kunstmuseum Den Haag
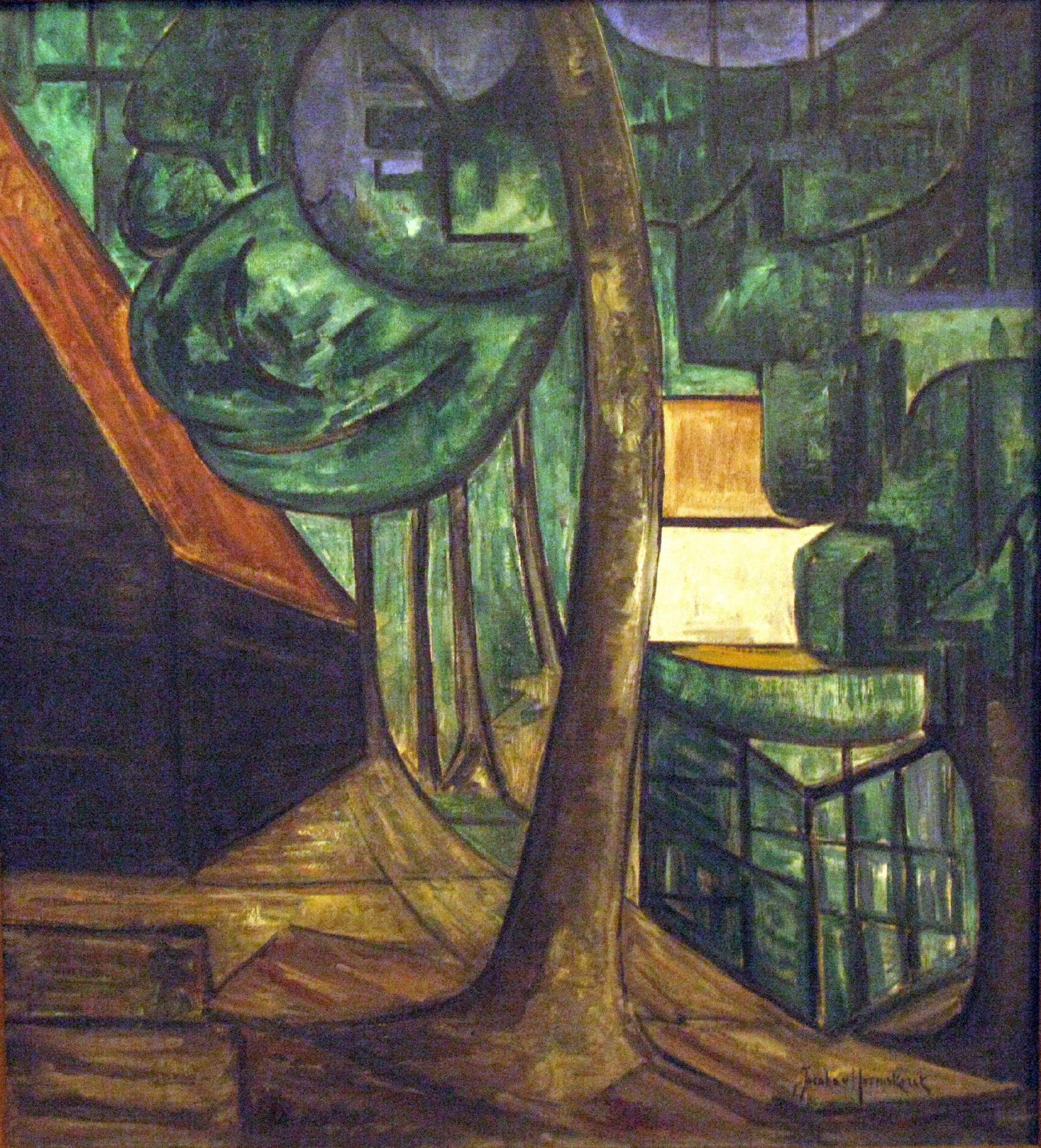
Landschap, circa 1913, Rijksmuseum Twenthe
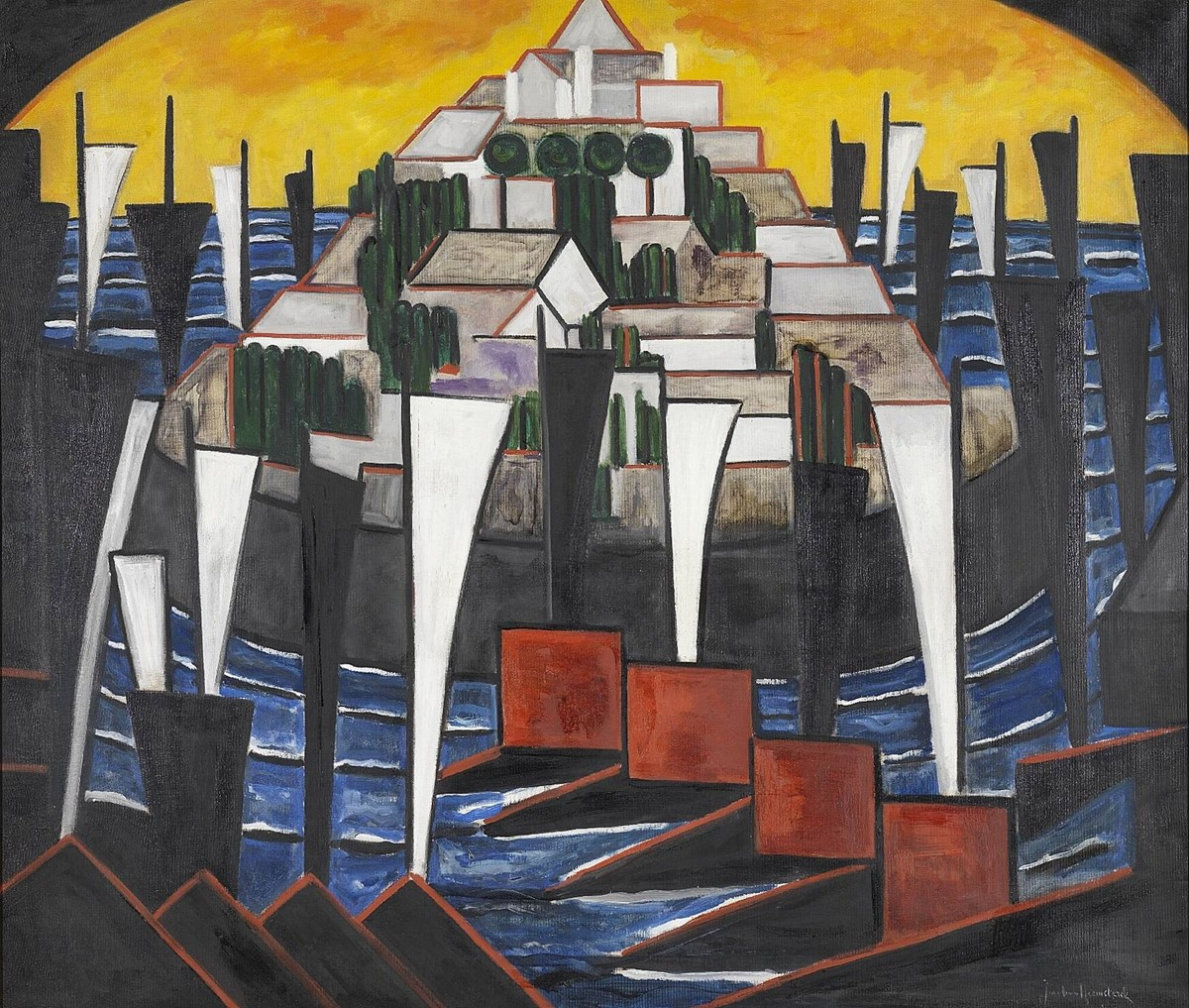
Bild no. 15 (Zeilboten), c. 1914, Museum Boijmans van Beuningen
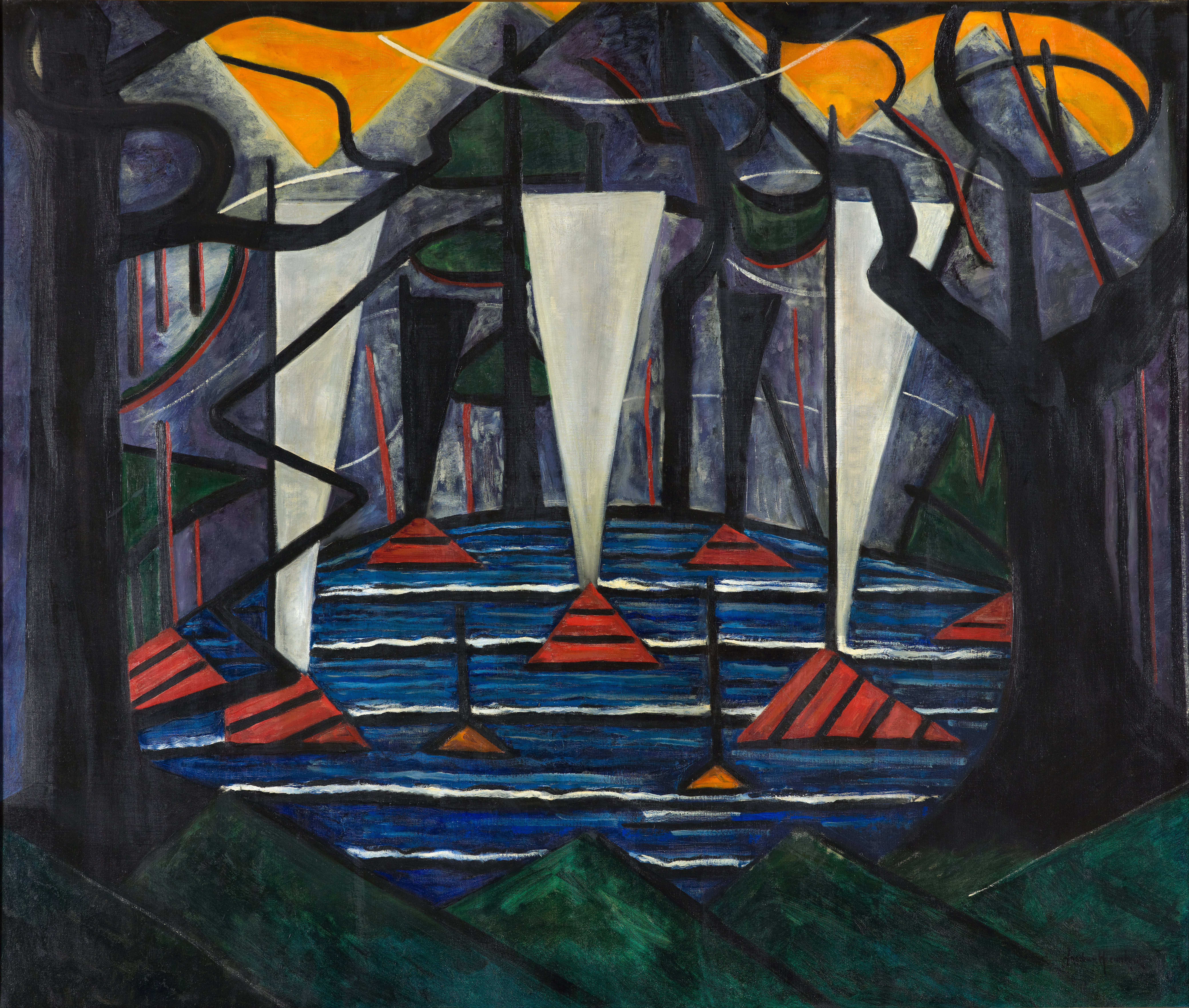
Compositie no. 23, c. 1915, Kunstmuseum Den Haag
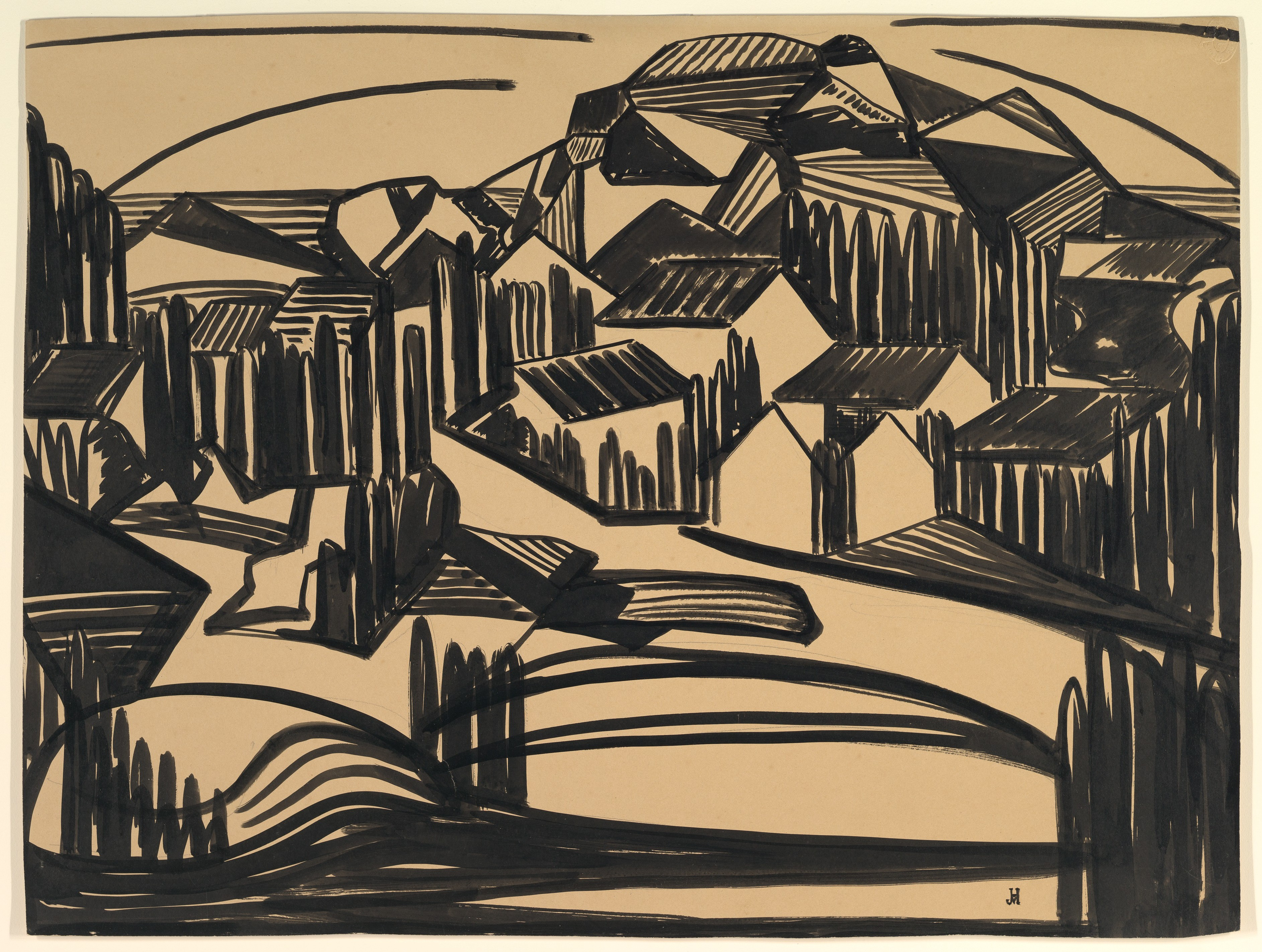
Tekening no. 16, circa 1916, Metropolitan Museum of Art, New York
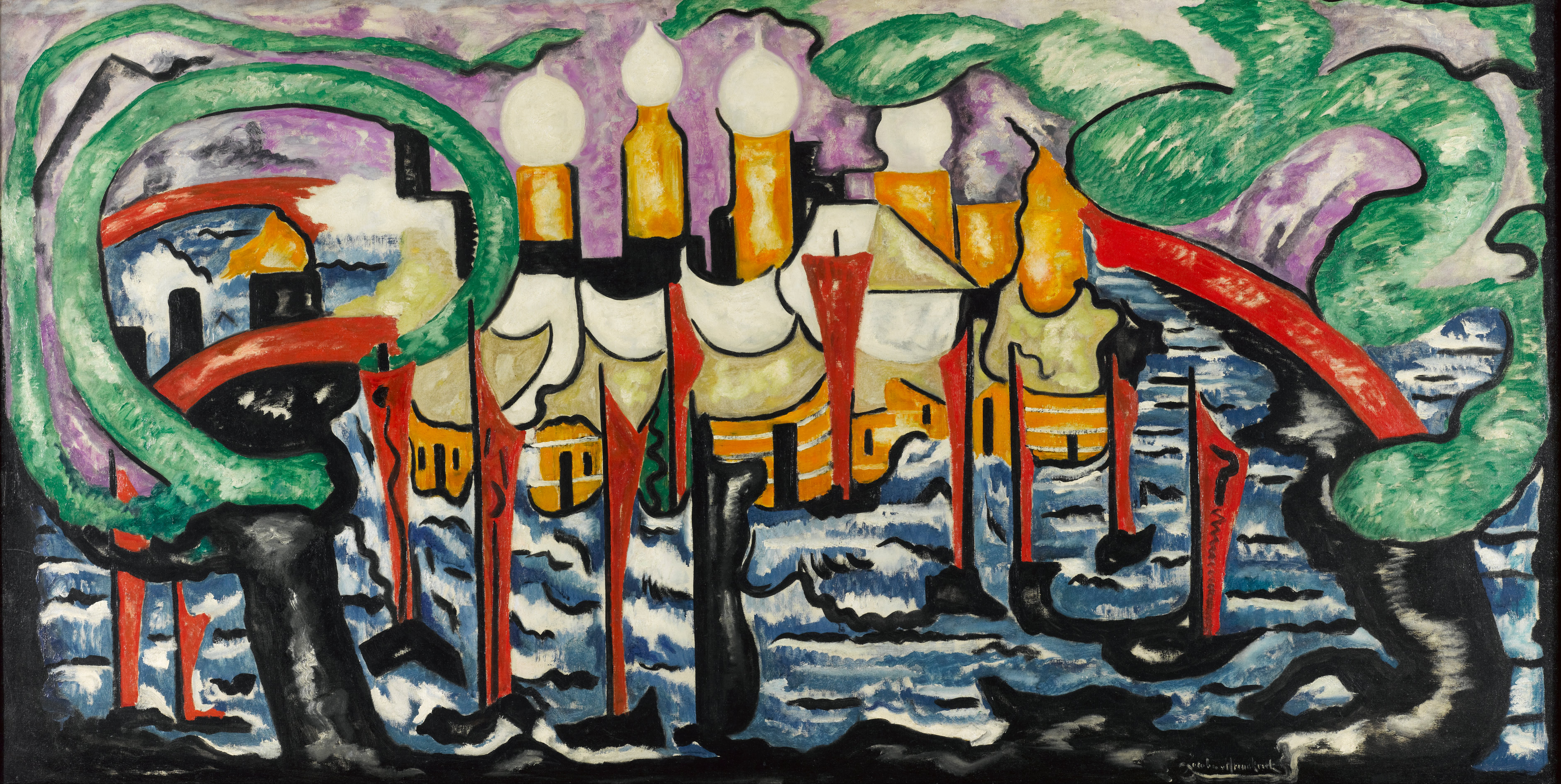
Compositie no. 23, c. 1917, Kunstmuseum Den Haag
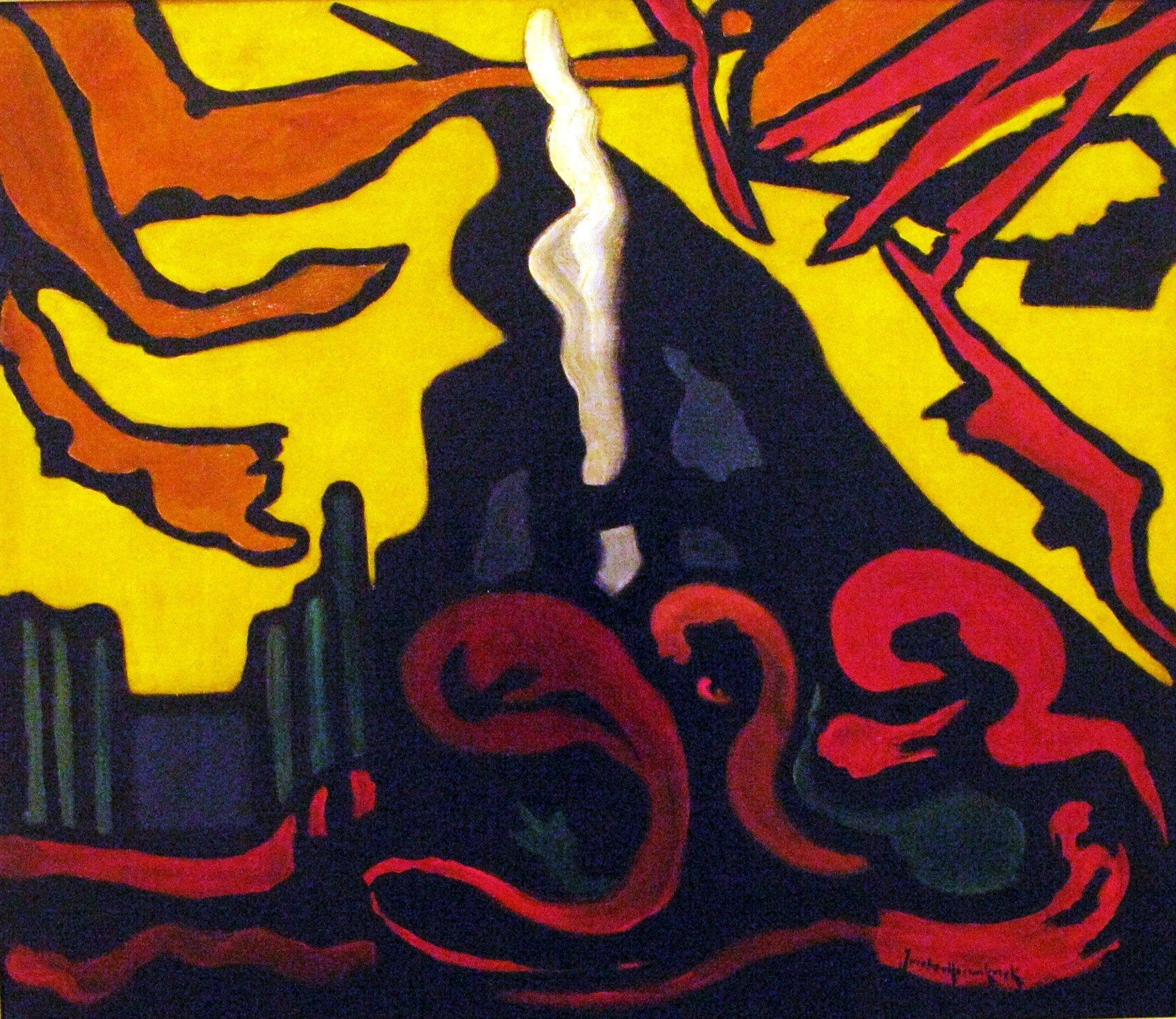
Bild 124, c. 1920, Rijksmuseum Twenthe

## Werk in openbare collecties (selectie)
- Kunstmuseum Den Haag
- Museum Boijmans van Beuningen, Rotterdam
- Rijksmuseum Amsterdam[5]

## Lijst van werken
- Vliegdennenbos, 1908[6]

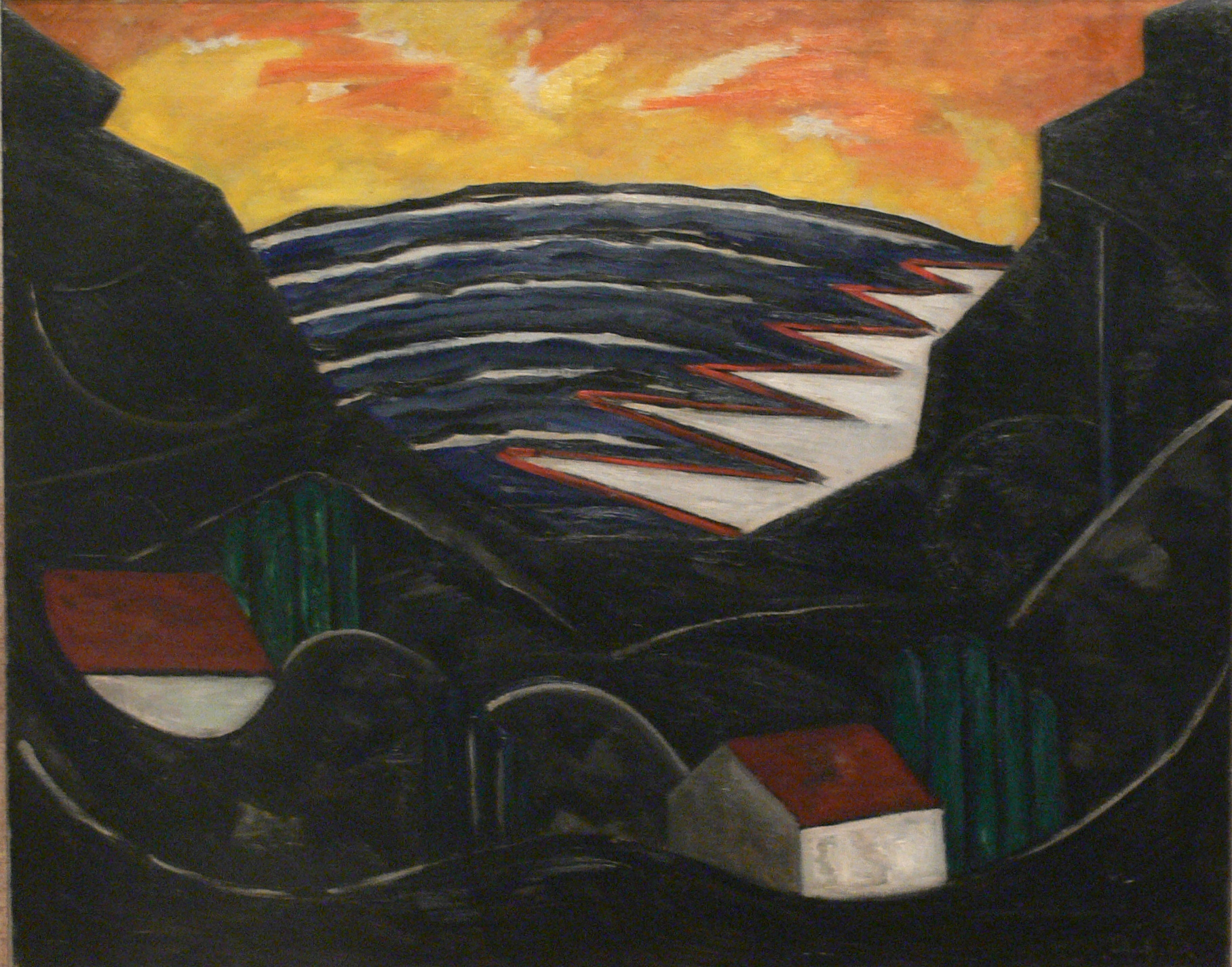
Jacoba van Heemskerck: Landschap, circa 1914 (Berlinische Galerie, Berlijn)

- Twee bomen, 1910, olieverf op doek, 70 x 88 cm (Gemeentemuseum Den Haag)
- Compositie no.1, 1912
- Vaas met tulpen (opus I), 1913
- Landschap, circa 1914 (Berlinische Galerie, Berlijn)
- Landschap nr. 6 (Zeeuws dorp), 1914
- Beeld nr 33 (Zee met schepen), 1915
- Bomen, 1915
- Compositie nr. 15 (schepen), 1916
- Beeld nr 65, 1917
- Compositie met blauwe bomen, 1920
- Beeld nr 107, 1920
- Beeld nr 66,

## Tentoonstellingen (selectie)
- Jacoba van Heemskerck, Gemeentemuseum Den Haag, 1982
- Jacoba van Heemskerck, een herontdekking van 27 augustus t/m 21 november 2005 in het Gemeentemuseum Den Haag[7]